# Pont Merefa-Chersonèse

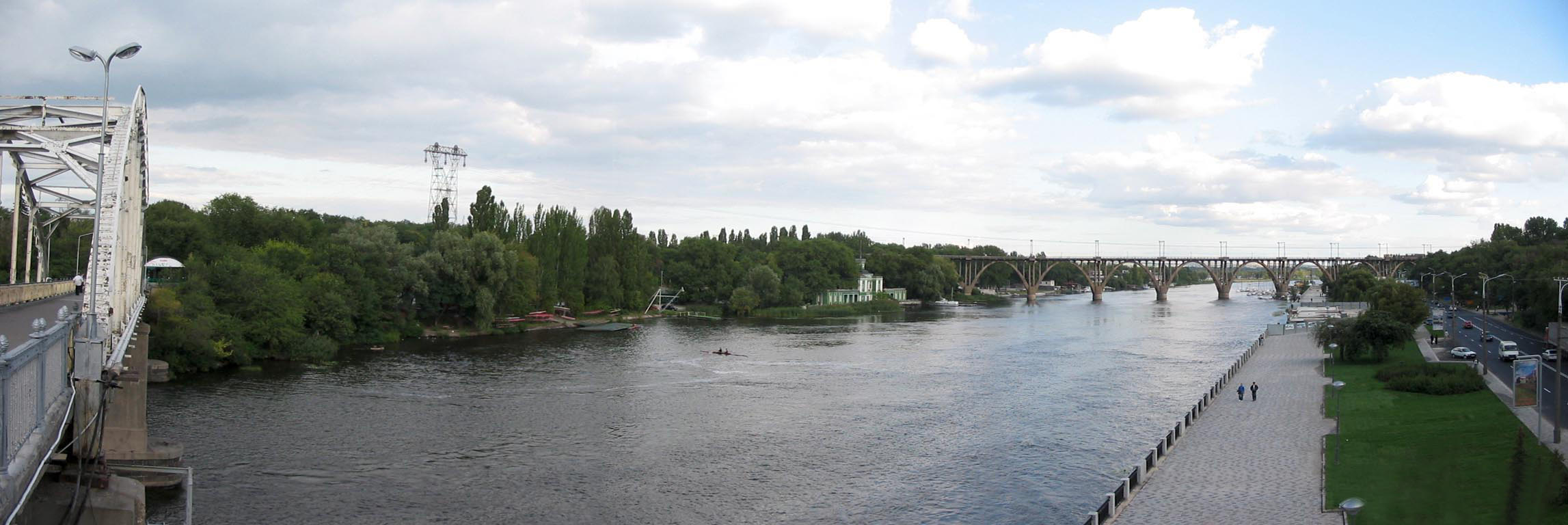
Un bras du Dniepr ; à gauche l'île aux monastères et le pont à l'arrière-plan.

Le pont Merefa-Chersonèse est un édifice ferroviaire long de 1 610 m franchissant le fleuve du Dniepr à Dnipro en Ukraine.
C'est le second plus ancien pont de l'agglomération et le premier pont de chemin de fer en arc d’Union soviétique. Au jour de son inauguration, il est l'un des plus longs ponts en arc d'Europe. Il est classé en tant que monument historique d’Ukraine (FN P-86, 1 à 493 PS, op. 1).
Ce pont franchit le canal de l'Archimandrite, une dérivation du Dniepr, et mène à l’île aux monastères, en rive gauche du fleuve.

## Histoire
Déjà du temps de l'Empire russe, les autorités envisageaient la construction d'un ouvrage ferroviaire franchissant le Dniepr à Iékaterinoslav pour prolonger la ligne Merefa-Chersonèse.
Les premiers travaux ont été engagés entre 1912 et 1916, mais furent interrompus par la Première Guerre mondiale, puis par la guerre civile et enfin la révolution d'Octobre. Le chantier ne reprit qu'au début des années 1929, et fut achevé en l'espace d'un an et quatre mois seulement : le 24 octobre 1932, les ouvriers plaçaient le dernier mètre cube de béton. La mise en service est intervenue le 21 décembre suivant.
Le pont a été détruit par l'Armée rouge en retraite au début de la Seconde Guerre mondiale. Les forces d'occupation nazies le remirent en service et le rebaptisèrent du nom du général de corps d'armée von Kleist, officier qui avait ordonné sa réparation. Puis la Wehrmacht elle-même en retraite détruisit à son tour cet ouvrage, qui fut reconstruit après 1948.